# 我们不一样
《我们不一样》是2017年中国大陆的流行華語歌曲。由高进作词作曲，张亮编曲，大壮演唱的歌曲，收录在专辑《我们不一样》中。
此歌曲被誉为2017年Top10十大神曲。2018年，获得了台湾KTV排行榜的冠军。

## 参見
- 觀看次數最多的YouTube中文音樂影片列表